# IC 3968
IC 3968 је лентикуларна галаксија у сазвјежђу Береникина коса која се налази на листи објеката дубоког неба у Индекс каталогу.
Деклинација објекта је + 27° 58' 21" а ректасцензија 12h 59m 25,6s. Привидна величина (магнитуда) објекта IC 3968 износи 15,2 а фотографска магнитуда 16,2. IC 3968 је још познат и под ознакама RB 14, DRCG 27-157, PGC 44598.